# Listroptera carbonaria
Listroptera carbonaria là một loài bọ cánh cứng trong họ Cerambycidae.